# Józef Skłodowski
Józef Skłodowski herbu Dołęga (ur. 19 marca 1804 w Skłodach-Piotrowicach, zm. 21 sierpnia 1882 w Zawieprzycach) – polski pedagog, bibliotekarz, dziadek Marii Skłodowskiej-Curie. Syn Urbana i Elżbiety Małgorzaty Rykaczewskiej.

## Życiorys
Naukę rozpoczął w 1812 r. w szkole elementarnej w Zarębach Kościelnych. Szkołę średnią ukończył u pijarów. W 1828 ukończył studia na wydziale filologicznym Uniwersytetu Warszawskiego i podjął pracę jako nauczyciel i inspektor szkolny, w latach 1832–1833 nauczyciel gimnazjum w Kielcach. Walczył też w powstaniu listopadowym, jako artylerzysta (w tym w bitwie pod Iganiami), dostał się do niewoli rosyjskiej pod Chmielnikiem. Po powstaniu uniknął represji i wrócił do zawodu. Od 1851 roku był dyrektorem gimnazjum wojewódzkiego w Lublinie i inicjatorem budowy nowego budynku tej szkoły (jesień 1859 roku; obecnie jedna z siedzib Wydziału Pedagogiki i Psychologii UMCS, przy ul. Narutowicza). Pasjonował się naukami przyrodniczymi, zgromadził bibliotekę szkolną liczącą dziesięć tysięcy pozycji, szeroko udostępnianą mieszczanom. Został przedwcześnie emerytowany w 1862 roku, gdyż nie tłumił rewolucyjnego wrzenia wśród wychowanków. Pod koniec życia wrócili w okolice Kielc. W 1870 roku zamieszkał w Rykoszynie, gdzie cieszył się wysokim zaufaniem społecznym, został wybrany na wójta w gminie Piekoszów, był też sędzią gminnym w Promniku. W 1879 roku zakupił dwa gospodarstwa w Radlinie, gdzie mieszkał z żoną w modrzewiowym dworku, po którym pozostała jedynie studnia. Nie mogąc pogodzić się ze śmiercią ukochanej żony Salomei Skłodowskiej w 1882, przeprowadza się z posiadłości w Radlinie do Zawieprzyc na Lubelszczyźnie i tam spędził ostatni okres swojego życia. Zamieszkał w majątku stryjecznego brata, Ksawerego Skłodowskiego. Chorował na zapalenie płuc. Zmarł w Zawieprzycach 21 sierpnia 1882. Uroczystości pogrzebowe odbyły się 25 sierpnia w kościele parafialnym w Kijanach. Mszę świętą celebrował ks. Bogucki. Józef Skłodowski został pochowany w rodzinnym grobowcu na cmentarzu parafialnym w Kijanach.
Poświęcono mu tablicę pamiątkową wmurowaną w fasadę budynku szkoły gubernialnej.
Żonaty z Salomeą z Sagtyńskich (zm. 21 lutego 1882), miał z nią siedmioro dzieci. Jego syn Władysław również był pedagogiem. Drugi syn Zdzisław był prawnikiem, wziął udział w powstaniu styczniowym. Córką Władysława, a wnuczką Józefa, była Maria Skłodowska.